# حیله (فیلم)
حیله (انگلیسی: The Craft) فیلمی در ژانر ترسناک و فانتزی به کارگردانی اندرو فلمینگ است که در سال ۱۹۹۶ منتشر شد.

## بازیگران
- رابین تونی
- فیروزه بالک
- نیو کمبل
- ریچل ترو
- اسکیت اولریش
- کریستین تیلور
- برکین میر
- برندا استرانگ
- هلن شیور